# Kumaragiri Reddy
Kumaragiri Reddy (1386-1402, + 1403) fou fill d'Anavota Reddy i nebot i successor d'Anavema Reddy. La pujada al tron del regne Reddy de Kondavidu per Kumaragiri fou discutida pels seus cosins Vema i Macha, fills de Pedakomati Vema Reddy, un influent membre de la família.
La discòrdia va portar a la guerra civil de la que Kumaragiri va sortir victoriós amb el suport del seu cunyat Kataya Vema Reddy. No obstant la pau només fou restaurada quan es va prometre a Pedakomati Vema Reddy que seria el successor de Kumaragiri a Kondavidu. Kumaragiri fou un tranquil governant que va gaudir de la vida, el confort i la luxuria. El govern efectiu del regne fou concedit al seu cunyat i comandant en cap de l'exèrcit Kataya Vema Reddy. Kumaragiri Reddy va tenir dues filles, Anitalli i Hariharamba.
La divisió del regne en occidental (Kondavidu) i oriental (Rajahmundry) no fou ben vista. Kumaragiri Reddy va nomenar a Kataya Vema Reddy com a virrei a Rajahmundry el 1395. El 1402 Pedakomati Vema Reddy es va revoltar i Kumagiri no va poder resistir la força del rebel i va haver de fugir amb el seu cunyat Kataya Vema Reddy a Rajahmundry on va morir uns mesos després. Pedakomati Vema Reddy es va proclamar llavors rei, mentre Kataya en resposta es proclamava independent a Rajahmudry.